# Fazıl Ahmed Köprülü
Pascià Fazıl Ahmed Köprülü (Turco ottomano: كپرولى زاده فاضل احمد پاشا, in turco Köprülü Fazıl Ahmet Paşa; in albanese Fazıl Ahmed Pashë Kypriljoti) (Veles, 1635 – Costantinopoli, 20 ottobre 1676) fu gran visir dell'Impero ottomano.
Figlio di un famoso gran visir, Köprülü Mehmed Pascià (1580 – 1661), al quale successe direttamente.
Intraprese inizialmente la carriera religiosa, ma la lasciò all'età di 23 anni quando aveva raggiunto il titolo di Müderris (studente di teologia). Dal 1658 fu governatore di Erzerum e dal 1659 di Damasco. In questa funzione condusse con successo alcune campagne militari contro i Drusi e venne presto nominato sostituto del padre, gran visir.
Nel 1661, al decesso di quest'ultimo, il sultano Mehmet IV gli conferì la carica del genitore. Egli ridusse l'imposizione fiscale ed intervenne in modo particolare contro la riscossione illegale. Tre anni dopo la sua assunzione di carica l'esercito ottomano da lui guidato subì la grave sconfitta di Mogersdorf nel corso della cosiddetta quarta guerra austro-turca (1663 – 1664) e si vide costretto a negoziare la pace con l'impero asburgico (pace di Eisenburg, 10 agosto 1664), che tuttavia lasciò all'impero ottomano gran parte delle conquiste effettuate durante tale guerra.
Nonostante il rovescio militare l'influenza di Fazıl Ahmed Köprülü su Mehmet IV rimase intatta e cinque anni dopo cadde nelle sue mani la città di Creta, fino ad allora difesa con successo dalla Repubblica di Venezia.
La guerra successiva da lui condotta fu quella turco polacca dal 1672 al 1676. Gli ottomani intervennero in difesa dei cosacchi ucraini di Petro Dorošenko, che aveva sollecitato il loro intervento contro i polacco-lituani. Inizialmente Köprülü fu sconfitto dai polacchi comandati dal Grande Atamano della Corona Jan Sobieski a Chocim e a Leopoli. Tuttavia gli ottomani s'imposero successivamente ponendo oneste condizioni di pace con il trattato di Żurawno del 17 ottobre 1676. Con questo trattato essi conservavano la fortezza di Kam"janec'-Podil's'kyj (Ucraina), gran parte della Podolia (conquistata nel 1672) e l'Ucraina meridionale. Tre giorni dopo Fazil Ahmed morì, presumibilmente di idropisia.
Fu un promotore dell'arte e della letteratura e fondò ad Istanbul una biblioteca tuttora esistente.